# HL (motorfiets)
HL is een historisch merk van scooters.
Henry Lanoy stelde in 1938 aan de directeur van het Franse merk New Map voor om samen een scooter met een elektromotor te gaan produceren. New Map vond het een goed idee, maar het uitbreken van de Tweede Wereldoorlog gooide roet in het eten. Lanoy verwezenlijkte later samen met Buttner en zijspanfabrikant L. Simard zijn plannen.
In 1942 was de scooter onder de merknaam HL te zien op de autosalons van Lyon en Grenoble. Later kwam Lanoy in contact met de Franse constructeur Champion die hem een 50cc-Staub-tweetaktmotor leverde. Lanoy ontwikkelde nog verschillende scooters, zowel met elektro- als 125cc-tweetaktmotoren, evenals een driewielers die met deze motoren uitgerust konden worden. Het kwam echter nooit tot serieproductie.